# Djimla
Djimla (în arabă جيملة) este o comună din provincia Jijel, Algeria.
Populația comunei este de 17.373 de locuitori (2008).